# Andrzej Wohl
Andrzej Wohl (ur. 5 lutego 1942 w Aszchabadzie, zm. 10 marca 2009 na Florydzie) – polski aktor, reżyser i producent filmowy.
Był synem aktorki Haliny Billing-Wohl oraz operatora i reżysera filmowego Stanisława Wohla. W 1964 ukończył studia na Wydziale Aktorskim, a w 1968 na Wydziale Reżyserskim Państwowej Wyższej Szkoły Teatralnej i Filmowej w Łodzi. Występował w rolach drugoplanowych będąc jednocześnie II reżyserem. W latach 80. wyemigrował do Stanów Zjednoczonych.

## Filmografia

### Aktor

#### Filmy
- 1969: Ostatnie dni
- 1969: Szkice warszawskie Allegro vivace, jako chłopiec
- 1970: Akcja Brutus
- 1971: Jeszcze słychać śpiew i rżenie koni...
- 1971: Złote Koło, jako podporucznik Walendzki
- 1974: Ziemia obiecana, jako kancelista
- 1974: Zwycięstwo
- 1980: Ćma

#### Seriale
- 1970: Doktor Ewa odc. 9 Pożegnania
- 1977: Lalka odc. 4 Pierwsze ostrzeżenie

### Filmowiec
- 1973: Sobie król, współpraca reżyserska
- 1974: Karino, współpraca reżyserska
- 1976: Karino, współpraca reżyserska
- 1976: Znaki szczególne, II reżyser
- 1979: Wściekły, współpraca reżyserska
- 1979: ...Droga daleka przed nami..., współpraca reżyserska
- 1981: Książę, II reżyser
- 1981: Rdza, współpraca reżyserska
- 1982: Jeśli się odnajdziemy, współpraca reżyserska
- 1982: Klakier, współpraca reżyserska
- 1990: Eminent domain (pol. Prominent), asystent producenta filmu
- 1995: The politics of cancer, koproducent